# Mass Moving

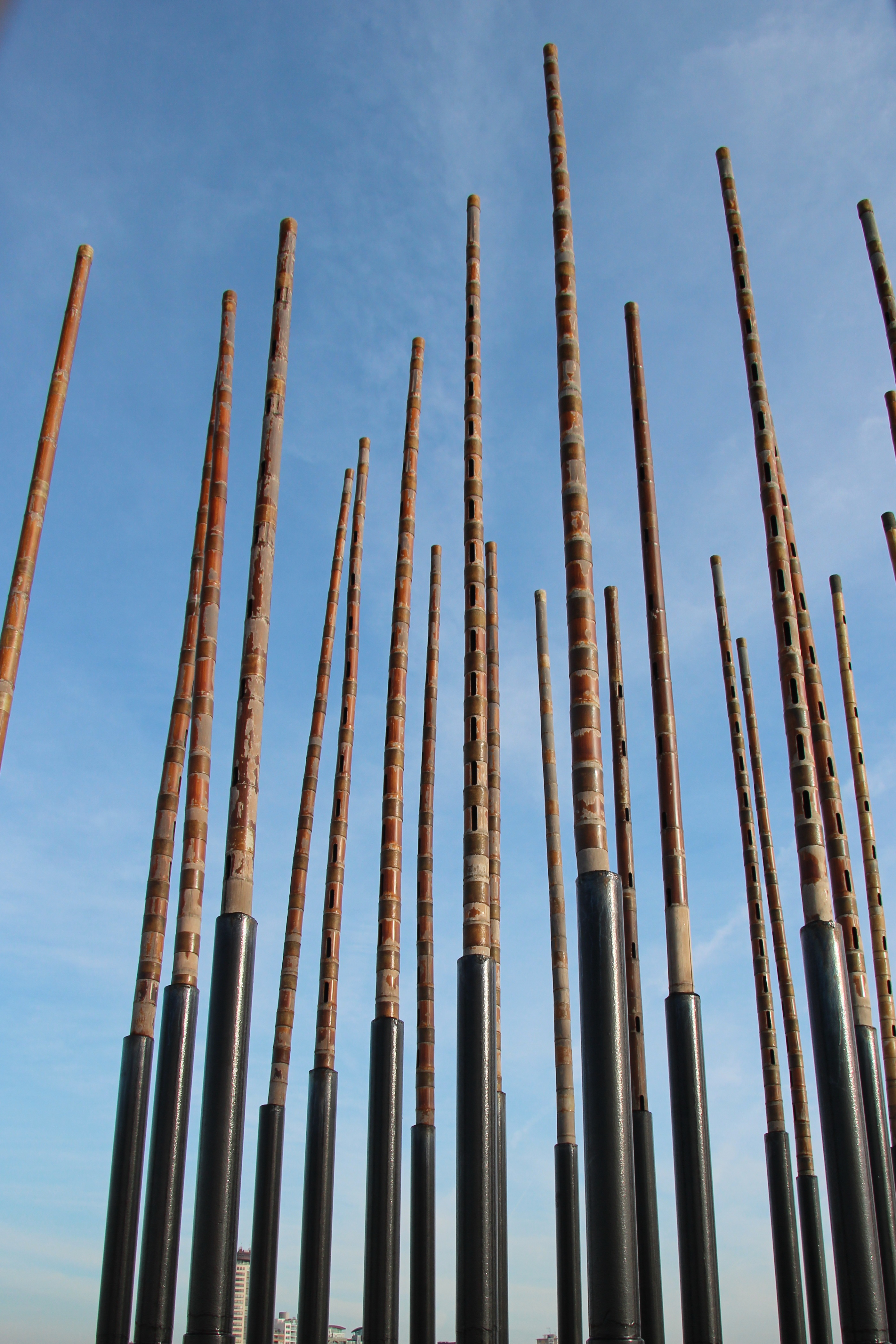
Windorgel van Mass Moving te Vlissingen

Mass Moving (1969–1976) was een Belgische groep die bekend werd door zijn wereldwijde artistieke acties en projecten die politiek, sociaal en/of cultureel geladen waren. De groep bestond uit een aantal initiatiefnemers en wisselende vrijwilligers.

## Ontstaan
Mass Moving ontstond kort na Mei '68. Bekende leden die het voortouw namen waren Raphaël Opstaele, Helen Pink, Jef De Groote en Bernard Delville. Delville kwam er pas later bij, maar zette het ecologische aspect van de acties sterker in de verf. De spilfiguur binnen de groep was Opstaele maar een echte leider was er niet. Beslissingen werden democratisch genomen: wie het meeste invloed en volgers had, kon een project van Mass Moving opstarten.
In de revolutionaire context van die tijd wilde de groep ingaan tegen de academische wereld van de bourgeoisie. Ze zochten nieuwe plekken om kunst te beleven. Voor hen betekende de straat of het publieke domein veel meer dan de musea of de galerijen. Het waren dan ook plekken waar een divers en groter publiek was dan binnen de bestaande kunst-instituten. Hun ambitie bestond erin zo collectief mogelijk te werken. Op verschillende plekken in de wereld kon het publiek deelnemen of interageren met een van hun acties/projecten. Een lokale actie kon ook onderdeel zijn van een grotere internationale actie. Daardoor beoogde Mass Moving de verbondenheid tussen verschillende culturen.
In 1972 verliet Helen Pink de groep en vertrok naar Nederland. In 1976 viel Mass Moving, wegens verschillende meningen, uit elkaar. Sommigen onder hen hebben alle restanten van hun projecten verwijderd d.m.v. een autodafe. Authentiek archiefmateriaal en documentatie over de (organisatie en voorbereiding van de) verschillende projecten is daardoor zeldzaam. Een aantal jaren na het uiteenvallen van Mass Moving heeft een aantal van de oorspronkelijke leden, onder wie Opstaele en Delville, de idealen hernomen en geactualiseerd onder een nieuwe naam, Mass and Individual Moving.

## Theater
Het begon met theateropvoeringen die de grenzen van het traditioneel theater doorbraken. De acties Erektion (Leuven, mei 1969), het project Anti-theater (juni 1969) en Motion (Motion Weeks, Utrecht, 15-27 september 1969) zijn hier voorbeelden van. Gelijktijdige groepen die op een experimentele of controversiële wijze met theater omgingen waren The Living Theatre en Bread and Puppet Theater. Mass Moving ontwikkelde zich tot een groep die allerlei happenings, performances en installaties opstartte.
Hun naam werd officieel bekend op de Motion Weeks in Utrecht (15-27 september 1969). De Groote ontwierp hiervoor een structuur op een plein waar alle evenementen binnen het cultureel festival konden doorgaan.

## Artistieke acties en projecten
Elk jaar begon Mass Moving een groot project.

#### Shadow Project (1970–1972)
In het bijzonder hield Mass Moving van het concept ‘beweging’. Via acties of performances hoopten ze de massa aan te zetten tot beweging. Reizen was een onderdeel van het concept 'beweging'. In 1972 voerde ze het Shadow Project uit. Het was een reizende performance die van start ging in Brussel (Place de Brouckère) en doorliep in Amsterdam (Spui), Berlijn (Kurfürstendamm), Londen (Notting Hill Gate) en Parijs (Sorbonne). In de steden schilderden ze roze slagschaduwen van zichzelf, voorbijgangers en straatmeubilair op straat. Ten slotte voerde men het project ook uit in Hiroshima.

#### Hiroshima
Het project werd uitgevoerd in 1972 op de plaats waar in 1945 de atoombom was geëxplodeerd en dat op het moment wanneer men dezelfde zonnestand van toen had bereikt. Kunsttheorecticus en filosoof Thierry de Duve gaf hen (Bernard Delville, Paul Gonze, Elisabeth Magis, Raphaël Opstaele en Marnix Poot) net voor hun vertrek een aantal enveloppen mee die met de aantal dagen van hun reis overeenkwamen. Daarin stonden theoretische vragen die van toepassing waren op de ervaringen die ze gingen beleven. Na het openen van een aantal brieven besloten ze om niet in te gaan op De Duves zijn verzoek. Wel typte Delville tijdens de treinreis de dingen die hij hoorde. In het bijzonder ging het om gesprekken tussen de leden van Mass Moving.

#### Sound Stream
Het idee om een windorgel te maken haalde de groep uit een boek over volkeren uit Nieuw-Guinea, die bamboestokken gebruikten als wegwijzer. Dat deden ze door er gaatjes in te maken waar de wind doorheen kon, zodat een specifiek geluid ontstond. Op een aantal plaatsen in Afrika, waar veel wind stond, plaatste Mass Moving vanaf 1974 windorgels. Zij moesten een keten van geluid vormen die de volkeren symbolisch met elkaar verbond. De bamboestokken met lengtes van 5 tot 7 meter hadden ze opgehaald in Kameroen: het merendeel van de 500 stokken ging per schip naar België. Zelf hielden ze er tientallen bij, waarmee ze op hun route door Afrika een aantal windorgels konden realiseren.
Er werden vervolgens ook Windorgels geplaatst aan de Poolcirkel en aan de Atlantische kustlijn. De steden Antwerpen, Aken, Vlissingen hebben een Windorgel in hun bezit. In Hamburg plaatste ze een mobiel Windorgel dat enkele maanden bleef staan en daarna doorheen Scandinavië reisde.

#### Windorgel Vlissingen
De bouw en de instandhouding van het windorgel van Vlissingen kent een hele geschiedenis. Het werd namelijk twee keer vernield en telkens op een andere manier herbouwd.
Het oorspronkelijke windorgel werd, onder sponsoring, gebouwd in 1975 door Mass Moving tezamen met enkele Zeeuwse jongeren aan de Nolledijk te Vlissingen. Het bestond uit vijftig Kameroense bamboestokken. Bij het kunstwerk stond er een bordje waarop te lezen was dat het werd overgedragen aan het volk van Vlissingen.
Door een storm in januari 1976 waaide een deel van de bamboestokken van het windorgel weg waardoor er slechts zestien stokken overeind bleven. Mass Moving was inmiddels uiteen gevallen, maar uiteindelijk werd het orgel hersteld door Mass and Individual Moving op 4 september 1976 en op kosten van de gemeente Vlissingen en particulieren. Het nieuwe orgel bestond slechts uit twintig bamboestokken en was ook anders opgebouwd. Het allereerste orgel was immers gebouwd als een bos vol orgelpijpen waar men doorheen kon wandelen. De compositie van de twintig bamboestokken bestond in één rechte lijn.
Een tweede, moedwillige vernieling vond plaats in april 1981 toen er enkele pijpen werden afgezaagd. Hierdoor kon het windorgel alleen nog maar sombere klanken produceren. Opnieuw werd het hersteld door Mass and Individual Moving, deze keer echter naar hun oorspronkelijke versie van 1975 maar dan kleiner, slechts dertig bamboestokken. Aangezien er echter een worm en mijt-probleem was met de vorige bamboestokken, werd er deze keer gebruikgemaakt van Japanse bamboestokken. Het windorgel kwam terug in gebruik op 24 juni 1983.